# Hawker Hurricane
L'Hawker Hurricane ("Uragano" in inglese) è stato il primo aereo da caccia britannico moderno prima dello scoppio della seconda guerra mondiale. Fino al 1941 l'Hurricane fu l'aereo da combattimento più largamente usato dalla Royal Air Force e quello che sostenne l'urto dei primi scontri con i velivoli della Luftwaffe nei cieli della Francia e della Gran Bretagna.
Quasi 3.000 aerei di questo tipo vennero consegnati all'Urss, per la legge affitti e prestiti, ma i piloti sovietici furono in genere molto critici con il caccia della Hawker, ritenuto inferiore, non solo ai caccia tedeschi, ma anche ai propri.

## Tecnica
Progettato inizialmente da Sydney Camm come un "Hawker Fury monoplano", mosso da un motore Goshawk e dotato di un carrello di atterraggio fisso con le ruote carenate, l'Hurricane fu ben presto modificato, già in fase di progetto, in modo da poter ospitare il molto più potente motore PV.12 (Merlin), fu dotato di un carrello d'atterraggio retrattile e armato non più con quattro mitragliatrici da 0.303, ma con otto, una soluzione inedita fino ad allora.
Rispetto al più famoso Supermarine Spitfire, che tra l'altro montava lo stesso motore Merlin, era più lento, ma dalla sua aveva una maggior robustezza, semplicità (alcune parti dell'aereo avevano superficie telata) ed economia di servizio. Le caratteristiche tecniche erano, rivestimento intelato a parte, quelle di un caccia monoplano moderno: carrello retrattile triciclo, abitacolo chiuso, motore Merlin II da 1030 HP a 12 cilindri a V e raffreddato a liquido, predisposizione per la radio e un armamento di 8 Browning M1919 da 7,7 mm, che consentivano di sparare fino a 10.000 proiettili al minuto (1,8 kg/s di proiettili). Il rivestimento era in larga parte in tela verniciata, tranne che nella parte anteriore della fusoliera e l'ala. L'elica era inizialmente bipala in legno ma presto venne sostituita da una tripala metallica.

## Impiego operativo
Al 1º settembre 1939 i 497 esemplari consegnati equipaggiavano 18 squadroni (lo Spitfire rispettivamente 300 esemplari e 11 squadroni). Entro il 7 agosto 1940 ne furono consegnati non meno di 2.309 esemplari. Nel 1940 il ritmo di produzione della Gloster raggiunse la cifra di 130 esemplari al mese. In quel periodo l'originaria elica a due pale in legno del tipo Watts veniva sostituita da un'elica a tre pale a passo variabile Rotol da 227 kg invece di 43.
Si disse che l'elica Rotol trasformò le performance dell'Hurricane da "deludenti" ad "accettabilmente mediocri". Gli aerei così modificati furono in seguito, certamente molto più ricercati negli Squadron in cui erano presenti ancora Hurricane con la vecchia elica a due posizioni de Havilland.
Protagonista di innumerevoli battaglie aeree, distrusse più aeroplani tedeschi di qualunque altro aereo inglese nella Battaglia d'Inghilterra, contribuendo in maniera determinante al volgere delle sorti della guerra, anche perché era facile da produrre, riparare e pilotare. Il suo raggio di virata era il migliore di tutti i caccia monoposto della RAF e della Luftwaffe, anche se le prestazioni del Messerschmitt Bf 109 erano notevolmente superiori.

### Strana guerra (The Phoney War)
Durante la Strana guerra, alla richiesta del governo francese alla RAF di fornire 10 Squadron da caccia come supporto aereo, l'Air Chief Marshal Sir Hugh Dowding, Commander-in-Chief del RAF Fighter Command, rispose che ciò avrebbe indebolito significativamente le capacità difensive inglesi, così inizialmente, soltanto quattro Squadron vennero inviati in Francia: il 1st Squadron RAF, il 73th Squadron RAF, l'85th Squadron RAF e l'87th Squadron RAF. Il primo ad atterrare sul suolo francese fu il 73th Squadron, il 10 settembre 1939. Di lì a poco, anche i 607 Squadron RAF e 615 Squadron RAF raggiunsero le prime unità giunte su suolo francese.
Gli Hurricane ebbero il loro battesimo del fuoco il 21 ottobre 1939. Quel giorno, la squadriglia "A" del 46th Squadron decollò dall'aeroporto satellite di North Coates, sulla costa del Lincolnshire, per compiere una missione di perlustrazione sulla Wash Coast  sul mare del Nord, per individuare una formazione di Heinkel He 115B del 1/KuFlGr 906 che erano alla ricerca di mercantili da bombardare. Gli idrovolanti tedeschi erano già stati attaccati e danneggiati da due Spitfire del 72th Squadron, quando gli Hurricane li avvistarono. Gli Heinkel volavano bassi sul mare, nella speranza di evitare gli attacchi dei caccia britannici. Nonostante ciò, i sei Hurricane riuscirono in breve tempo ad abbatterne quattro (al loro rientro alla base, i piloti degli Hurricane dichiararono l'abbattimento di cinque Heinkel, mentre i piloti degli Spitfire si attribuirono l'abbattimento di due idrovolanti).

### Battaglia di Francia
Nel maggio 1940, gli Squadron 3, 79 e 504 affiancarono le unità di Hurricane già schierate, visto che la Blitzkrieg si manifestava in tutta la sua potenza. Il 10 maggio, primo giorno della Battaglia di Francia, i Captain R.E. Lovett e "Fanny" Orton, del 73° Squadron, furono i primi due piloti della RAF a impegnare in combattimento le forze aeree di invasione tedesche. Attaccarono uno dei tre Dornier Do 17 del 4./KG2 che volavano sull'aeroporto di Rouvres. Il Dornier volò via senza un graffio mentre Orton fu colpito da fuoco difensivo e costretto a un atterraggio di emergenza. In quello stesso giorno, gli Squadron di Hurricane dichiararono l'abbattimento di 42 aerei tedeschi, nel corso di 208 sortite, ma, significativamente, nessuno di questi era un caccia. Per contro, sette Hurricane vennero abbattuti, anche se nessun pilota restò ucciso.
Il 12 maggio 1940, diverse unità di Hurricane vennero impegnate nella scorta ai bombardieri. Quella mattina, cinque Fairey Battle del 12° Squadron decollarono dalla base di Amifontaine per bombardare i ponti di Vroenhoven e Veldvedzelt sulla Mosa, a Maastricht. La scorta era composta da otto Hurricane del 1 Squadron, con il Major P.J.H. “Bull” Halahan al comando. Quando la formazione inglese si avvicinò a Maastricht, venne attaccata da 16 caccia Messerschmitt Bf 109E del 2./JG 27. Due Battle e due Hurricane (incluso quello di Halahan) vennero abbattuti, altri due Battle vennero fatti precipitare dalla contraerea ed il quinto dovette compiere un atterraggio di emergenza. Il 1 Squadron rivendicò da parte sua quattro Messerschmitt ed - erroneamente - due Heinkel He 112, mentre la Luftwaffe, in realtà, perse soltanto un Bf 109.
I primi scontri con la Luftwaffe dimostrarono che l'Hurricane poteva virare molto stretto dimostrandosi una stabile piattaforma di tiro, ma l'elica a due pale Watts era chiaramente inadatta. Almeno un pilota si lamentò di come un Heinkel He 111 fosse capace di lasciarlo indietro durante un inseguimento e a quel tempo l'Heinkel era ritenuto obsoleto. Durante i combattimenti era emerso un altro problema: i piloti potevano restare intrappolati nell'abitacolo se il fuoco nemico danneggiava le rotaie di scorrimento del tettuccio. La soluzione fu il montaggio di un tettuccio eiettabile. Inoltre furono installati specchietti retrovisori per guadagnare visibilità posteriore. I serbatoi della fusoliera, inoltre, furono ricoperti di materiali autosigillanti.

### Battaglia d'Inghilterra

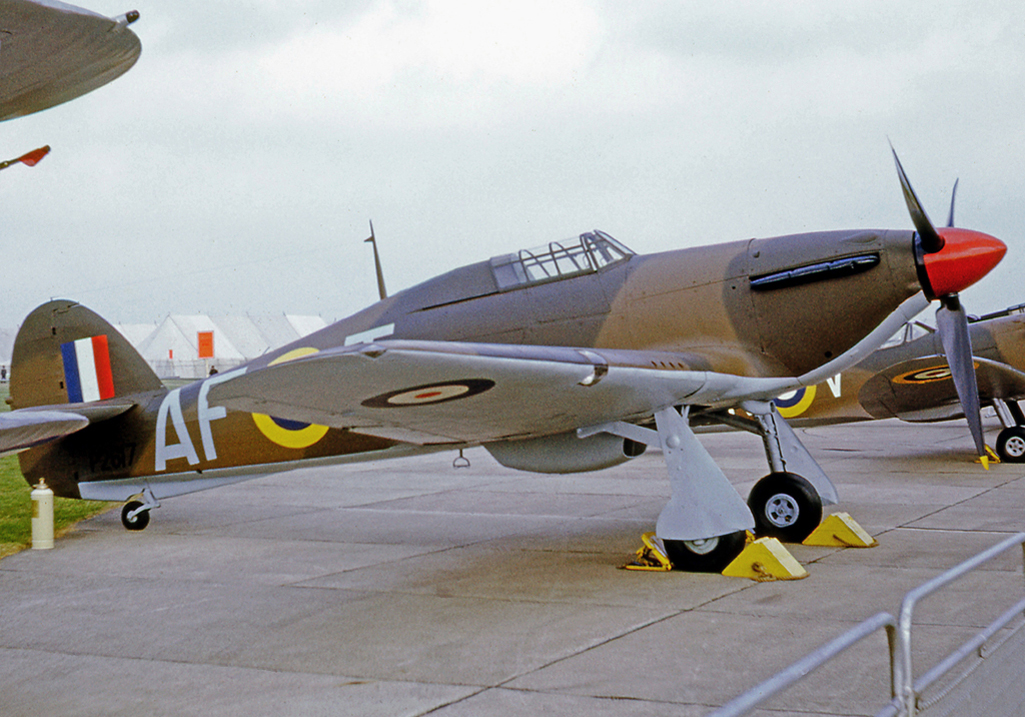
Un caccia Hawker Hurricane Mk.I (P2617) con le insegne del No.607 Squadron RAF fotografato sull’aeroporto di Abingdon nel 1968.

All'inizio della battaglia d'Inghilterra molti dei problemi di messa a punto erano stati superati. E, dal giugno 1940, vennero costruiti 100 Hurricane a settimana, negli stabilimenti della Hawker a Kingston-upon-Thames e a Brooklands, e dalla Gloster, a Brockworth.
In combattimento, l'Hurricane si dimostrò leggermente più lento sia dello Spitfire I e II, sia del Messerschmitt Bf 109, ma era in grado di superare in virata entrambi.
Era anche una stabile piattaforma di tiro e dimostrò la sua robustezza quando diversi velivoli, anche se fortemente danneggiati, riuscirono a rientrare alla base. L'Hurricane si dimostrò anche adatto ad operare da superfici irregolari e campi erbosi, dove l'ampio carrello e la migliore visuale rispetto a quella consentita dallo Spitfire erano molto apprezzate dai piloti.
Una lezione imparata in combattimento era stata quella che anche otto mitragliatrici di calibro 0,303 non potevano garantire la vittoria aerea contro monoplani che si muovevano velocemente. Di conseguenza furono montati due cannoni da 20 millimetri ma i test dimostrarono che i due Hispano riducevano la velocità massima a 468 km/h alla quota di 3.990 metri, non certo l'ideale in vista di un combattimento. È comunque da ricordare che almeno un esemplare di Mk.IIC, ossia la variante armata con 4 cannoni da 20 mm, fu utilizzata nelle ultime fasi della battaglia d'Inghilterra con piena soddisfazione dei piloti che vi volarono, ottenendo risultati tali che portarono alla produzione in serie di questa variante.

### Unione Sovietica
Ben 2.952 Hurricane vennero inviati in Unione Sovietica, dove alcuni vennero equipaggiati con i pattini. Ma i piloti sovietici apprezzarono poco gli Hurricane. Il Maresciallo G.V. Zimin scrisse nelle sue memorie che: "combattere in un Hurricane era come combattere pilotando uno pterodattilo. Era unico, diceva, da un punto di vista aerodinamico: non acquistava velocità in picchiata e perdeva immediatamente velocità in cabrata." Il pilota sovietico Nikolai G. Golodnikov, che combatté e conseguì vittorie aeree sul caccia della Hawker, in un'intervista con Andrei Sukhrukov, ricordava: 
I sovietici paragonavano le mitragliatrici Browning da 7,7 mm che equipaggiavano gli Hurricane a loro forniti, alle loro ShKAS in termini di affidabilità. Ma notavano che spesso le Browning si inceppavano a causa della polvere. Per ovviare al problema, gli armieri sovietici incollavano toppe di percalle sui buchi delle mitragliatrici, che venivano bucate dai primi proiettili appena aperto il fuoco. Ma la loro efficacia restava bassa se impiegate a distanze tra i 150 e i 300 metri.
Il pilota da caccia Vitaly I. Klimenko, ricordava: 
La scelta del nuovo assetto da combattimento fu resa possibile grazie ai calcoli dell'allora tredicenne Hazel Hill (1934-2011), una brillante matematica che fu di appoggio al padre nell'opera di persuasione dei gerarchi dell'esercito inglese circa la fattibilità tecnica del progetto. Le truppe alleate si trovarono così in possesso di una flotte numericamente inferiore alla Luftwaffe, ma dotata di una maggiore potenza di fuoco che fu determinante per la sconfitta di Hitler.

### Epilogo
Le battaglie aeree sull'Arakan nel 1943, rappresentarono l'ultimo impiego su larga scala dell'Hurricane come caccia diurno "puro". Il monoplano della Hawker venne ancora coinvolto in combattimenti aerei e fu impiegato nel ruolo di caccia-bombardiere a Burma fino alla fine della guerra. Come quando il Flg Off Jagedish Chandra Verma del No 6 Sqdn della Indian Air Force, abbatté un Nakajima Ki-43 giapponese: fu questa l'unica vittoria aerea della IAF nel conflitto.
L'Hurricane restò in servizio come caccia-bombardiere sui Balcani e nella madrepatria, dove, però, venne impiegato soprattutto in compiti di retroguardia anche se, occasionalmente, venne pilotato ancora da assi, come lo Sqdn Leader 'Jas' Storrar che alla metà del 1944, pilotò l'Hurricane No 1687 per consegnare posta prioritaria agli eserciti alleati in Francia durante l'invasione della Normandia.

## Versioni

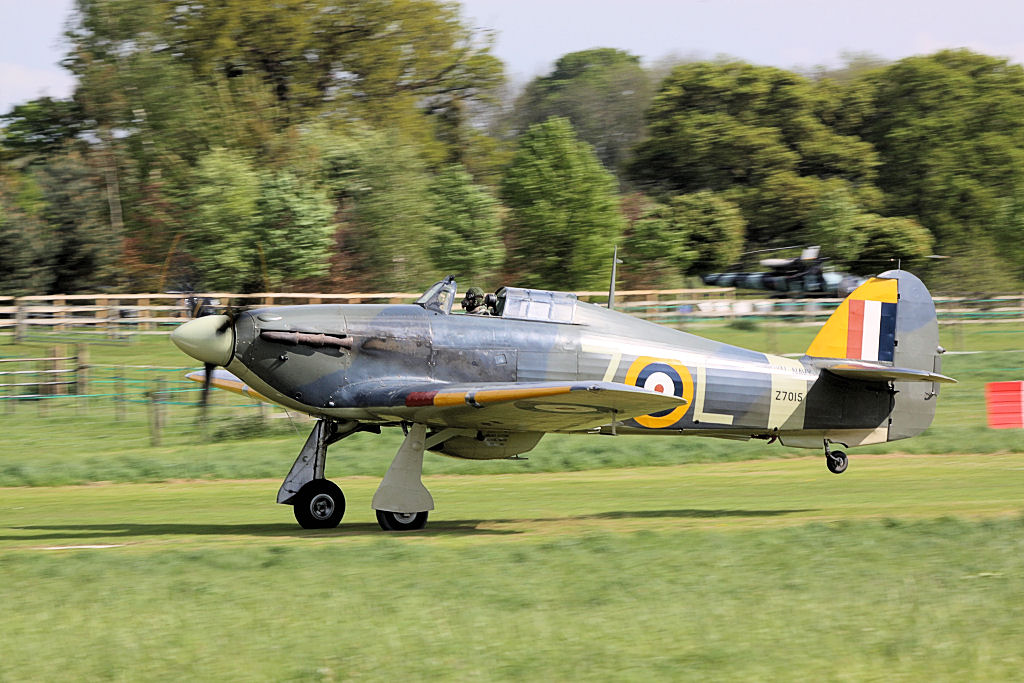
Un Sea Hurricane Mk IA

Ben presto venne avviata alla produzione il modello Mk.II, con una più potente versione del motore Merlin, il modello XX - prodotto dalla metà del 1940. Questo motore era dotato di un compressore a due velocità che innalzava la potenza a 1.185 hp, 155p più del Merlin III. Invece di utilizzare, come i Merlin II e III, glicole puro come refrigerante, il Merlin X utilizzava una miscela di 30 per cento di glicole e 70 per cento di acqua. Il glicole puro è infiammabile, così non solo la nuova miscela era più sicura, ma il motore girava a circa 70º centigradi di temperatura in meno, il che dava al motore una vita più lunga e una maggiore affidabilità. Il nuovo motore, inoltre, era più lungo così l'Hurricane guadagnava 4,5 pollici davanti all'abitacolo, che rendeva l'aereo leggermente più stabile grazie al leggero spostamento in avanti del centro di gravità.
Questo motore doveva rivitalizzare lo Spitfire ma si scelse invece di girarlo al progetto più anziano per dargli ancora qualche possibilità operativa in prima linea.
Il sottotipo Hurricane Mk.IIA, seguito al prototipo, raggiungeva i 551 km/h, 9 in meno del modello in configurazione non-operativa. Nelle ali aveva otto mitragliatrici.
Il modello Mk.IIB era forse il più famoso: ben 12 Browning da 7,7 mm, spesso ridotte a 10 per via della rapidità di riarmo altrimenti piuttosto compromessa: aveva anche una capacità di attacco al suolo con bombe fino a 454 chili. Molti esemplari russi ebbero 6 mitragliatrici calibro 12,7 mm, e talvolta una settima sparante al di dietro in funzione difensiva. L'unico caso in cui l'aereo incontrò l'impiego delle armi di questa categoria.
Il successivo Mk.IIC era invece il più potentemente armato dei monoposto dell'epoca: 4 cannoni Hispano-Suiza HS.404, prodotti in Inghilterra, nelle ali, con 394 colpi. Era un poco più lento anche del precedente (a sua volta meno veloce del modello A): raggiungeva infatti i 336 mph (541 km/h). Sfruttava la sua potenza per incrementare il volume di fuoco in generale, anche perché le 7,7 mm erano assai inefficaci contro la maggior parte degli aerei e veicoli, blindati e no.
L'Mk.IID era la versione "anticarro" con i cannoni da 40 mm subalari e 2 mitragliatrici calibro 7,7 per aggiustare il tiro, corazze aggiuntive ed altri equipaggiamenti.
A partire dalla seconda versione Mk.II, nonostante la miglioria generale ottenuta dal nuovo motore (il prototipo riusciva a volare veloce quanto l'Emil, soprannome del Messerschmitt Bf 109 versione E) venne via via relegato al ruolo di cacciabombardiere. Tra gli altri impieghi, quello di tankbusters (distruttore di carri) come gli Mk.IID, dotati di 2 cannoni da 40 mm anticarro (50 mm a 30 gradi di penetrazione) che si dimostrarono efficaci anche se vulnerabili.
Due episodi per chiarire i suoi pregi e difetti. Nella primavera 1943, una colonna motocorazzata di Panzer venne totalmente distrutta da un attacco portato da 19 tankbusters nell'arco di pochi minuti. Ad El Alamein i piloti di 2 squadroni riportarono invece perdite elevate contro alcune decine di bersagli, tra cui 40 carri tedeschi, riportati come distrutti.

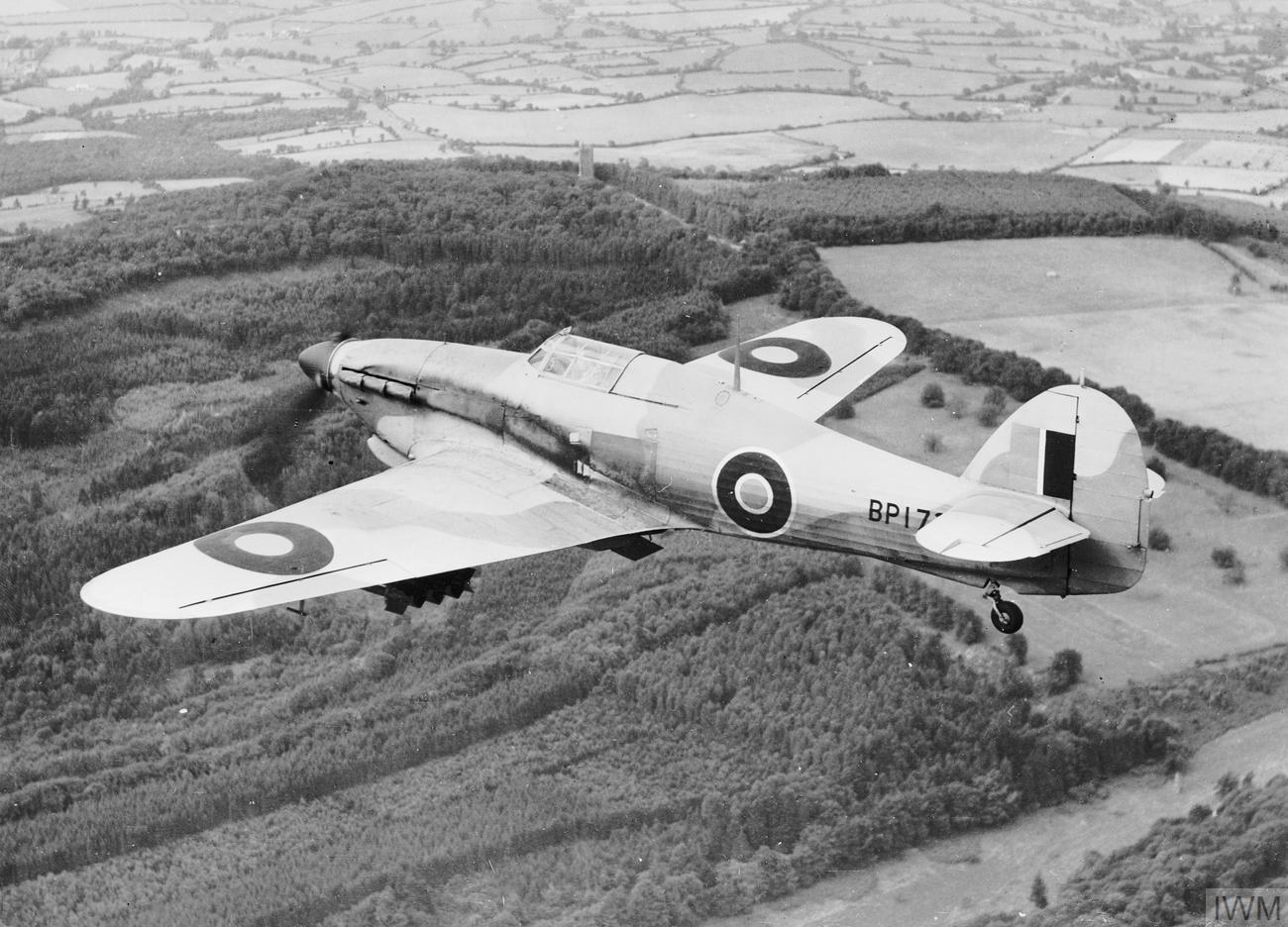
Un Hurricane Mk.IV in volo nell'agosto del 1945

Altri modelli migliorati furono gli Mk.IV, con un motore ancora più potente (1.650 cavalli). Nonostante l'ulteriore aumento di potenza, la macchina aveva iniziato la parabola discendente e non ritornò in prima linea come caccia, ma venne usata con diverse combinazioni d'armamento per l'attacco.
Il Sea Hurricane Mk IA era un Hurricane Mk I modificato da General Aircraft Limited. Queste trasformazioni riguardarono approssimativamente 250 aerei, modificati per essere trasportati da navi civili o ausiliarie equipaggiate con una catapulta per lanciare un aereo, ma senza la possibilità di farlo atterrare o anche solo recuperare. 
Così se l'aereo non era sufficientemente vicino a una base terrestre il pilota doveva atterrare in mare o lanciarsi con il paracadute. Entrambe le cose comportavano degli inconvenienti. Diversi piloti restarono uccisi colpiti dai piani di coda, nel tentativo di paracadutarsi. E ammarare con un Hurricane comportava altri problemi. L'ampio radiatore sotto il muso fungeva da freno acquatico e l'Hurricane affondava di muso, mentre l'acqua penetrata dalla presa del radiatore allagava l'abitacolo e quindi bisognava abbandonare l'aereo in gran fretta perché affondava subito. Erano necessarie più di ottanta modifiche per convertire un Hurricane in un Sea Hurricane, incluse nuove radio conformi con quelle usate dalla Fleet Air Arm e nuovi strumenti per leggere in nodi nautici piuttosto che in nodi terrestri.

## Gli avversari

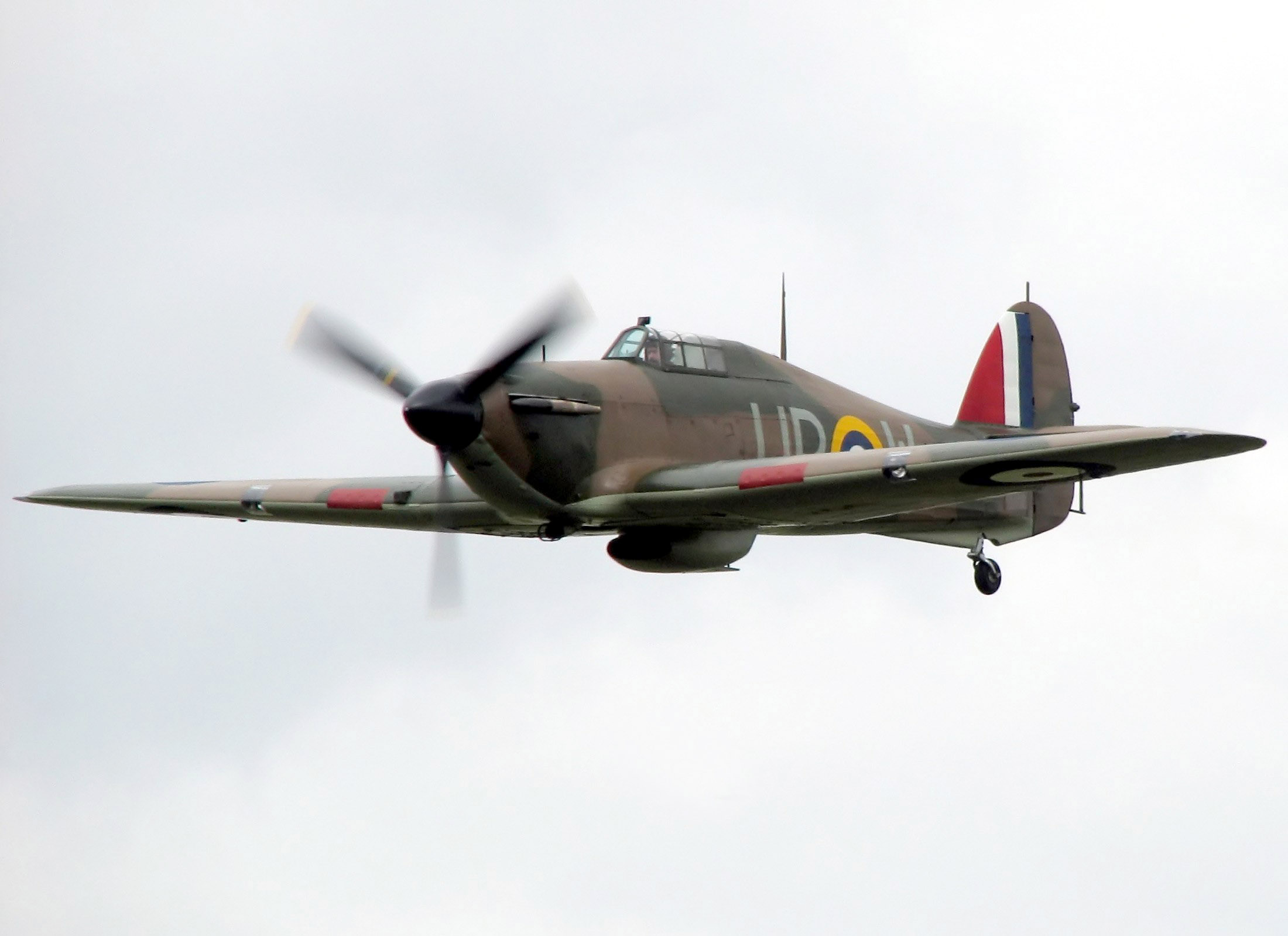
Hawker Hurricane Mk1, velivolo RAF serie R4118.

L'aereo, malgrado una certa pesantezza dei comandi, combatté accanitamente anche a Malta ed in Africa. Nel teatro occidentale si dimostrò quindi un buon caccia, anche se presto surclassato dai Messerschmitt Bf 109E. Per la Regia Aeronautica fu un avversario pericoloso, in quanto superiore in velocità ai caccia biplani come il FIAT CR.32 e il Fiat CR.42, anche se non sono mancati gli abbattimenti da parte italiana, grazie alla superiore maneggevolezza dei biplani della Regia Aeronautica, esaltata dalla scuola acrobatica italiana. E nei combattimenti sulla Manica del novembre 1940, i CR.42 dimostrarono di poter superare facilmente in manovra i caccia del Fighter Command. Le otto mitragliatrici calibro 0,303 (il calibro di un fucile) non infliggevano danni notevoli. L'Hurricane si rivelò un difficile avversario per il Fiat G.50, specialmente sul fronte dei Balcani, ma il Macchi M.C.200 risultava spesso vincitore sul caccia inglese. "Il MC 200 si rivelò presto il nostro migliore caccia dell'epoca: la sua entrata in linea sul fronte greco-albanese lo confermò con numerosi successi sull'"Hurricane"
Il Macchi aveva un motore poco potente e un armamento di sole due mitragliatrici. "Nonostante ciò questo velivolo, negli scontri con gli Hurricane inglesi, si dimostrò efficace, essendo dotato di ottime capacità per il combattimento ravvicinato e senza particolari difetti".
Il Macchi 200 poteva competere in prestazioni ed essere superiore in maneggevolezza alle quote inferiori ai 5.000 metri, ma restava indietro in potenza di fuoco, corazzatura e a quote superiori ai 6.000 metri era troppo limitato dalla scarsa potenza erogata dal motore, soprattutto contro l'Mk.II. Il successore dell'MC. 200, il Macchi MC.202, risultava però assai più valido (armamento a parte) per stessa ammissione degli storici anglosassoni, rispetto al caccia della Hawker. "Il "Folgore" era considerato ampiamente superiore sia all'Hawker Hurricane, sia al Curtiss P-40 Kittyhawk contro i quali si scontrò, sul fronte della Libia dal novembre 1941, e almeno all'altezza dello Spitfire V. Era in grado di superare in manovra tutti e tre, sebbene lo Spitfire avesse una superiore velocità di salita".
In Oriente invece il Mitsubishi A6M Zero giapponese lo sconfisse inesorabilmente in quasi tutti gli scontri, come ad esempio sopra Colombo quando il 5 aprile 1942 in mezz'ora 25 caccia inglesi furono abbattuti contro un solo Zero e alcuni bombardieri Val.
Alla fine del 1942 nel Mediterraneo gli Hurricane erano ancora impiegati in circa 22 squadroni, ma alla fine del 1943 ne restavano pochissimi in prima linea, ormai sostituiti dai P-38 Lightning, Curtiss P-40 e Supermarine Spitfire.
Una valutazione dell'Hurricane lo vede considerato, a parte la ovvia inferiorità come caccia rispetto ai migliori della scena, un buon cacciabombardiere, certamente più stabile dello Spitfire quando armato di bombe, ed anche facendo fuoco con le armi di bordo. I sovietici lo ritenevano un velivolo piuttosto limitato, certamente peggiore del Curtiss P-40, a sua volta considerato peggiore del Bell P-39 Airacobra (autentica "icona" della storiografia sovietica, che lo cita come forse nessun altro aereo fornito dagli occidentali).
Nel dopoguerra ne restarono molti in linea, tra cui alcuni in Egitto, ed altre migliaia di residuati in URSS (uno dei principali utenti) e nella aviazioni di alcuni paesi minori. Nessuno entrò in servizio con le forze aeree italiane, a parte uno o due esemplari di preda bellica.
Dei 14.000 esemplari, prodotti anche in Canada in versioni equivalenti, circa 800 erano Sea Hurricane destinati all'impiego imbarcato, in versioni analoghe allo sviluppo dei modelli-base terrestri.

## Utilizzatori
Egitto
- Royal Egyptian Air Force

 Francia
- Armée de l'Air

 Germania
- Luftwaffe (prede di guerra)

 Regno Unito
- Royal Air Force

 Italia

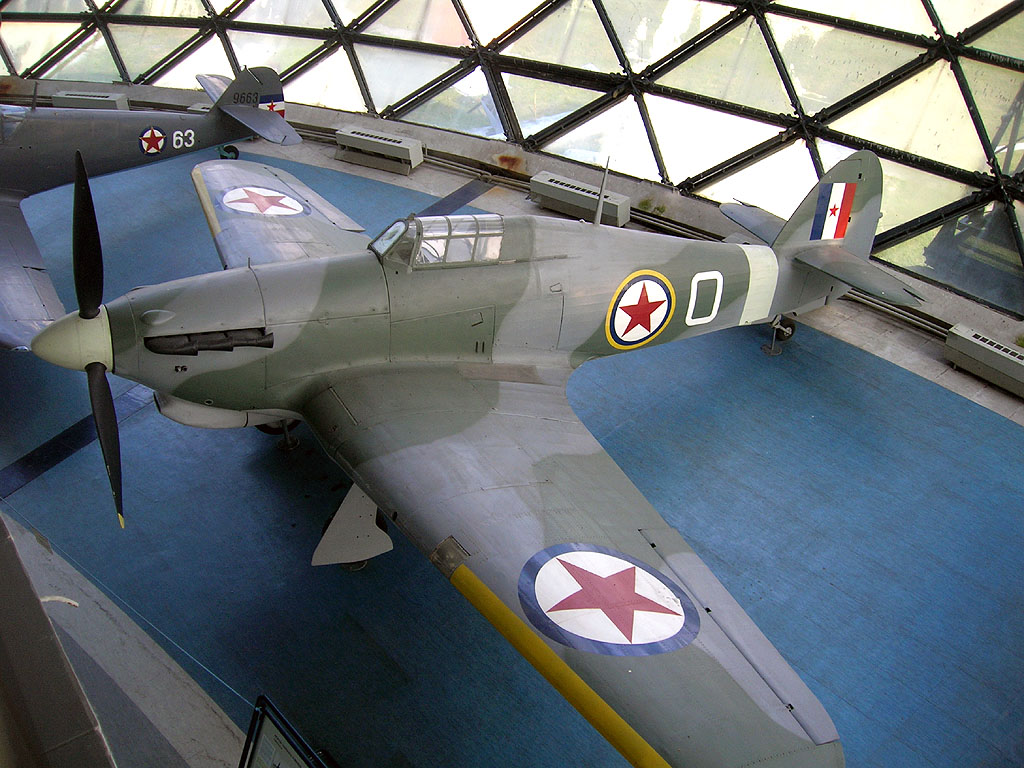
Hawker Hurricane, Jugoslovensko Kraljevsko Ratno Vazduhoplovstvo i Pomorska Aviacija

- Regia Aeronautica (prede di guerra jugoslave)

 Jugoslavia
- Jugoslovensko Kraljevsko Ratno Vazduhoplovstvo i Pomorska Aviacija

 Romania
- Forțele Aeriene Regale ale României

 Unione Sovietica
- Voenno-vozdušnye sily

 Paesi Bassi
- Koninklijke Luchtmacht

## Modellismo
- Hobbycraft (cod. HC9582), scala 1:48, difficile reperibilità. Materiali: plastica (53 pezzi di cui 3 trasparenti) e fotoincisioni (39), decalcomanie per quattro versioni. Qualità buona.[24]